# فيليس ريان
فيليس ريان (بالإنجليزية: Phyllis Ryan)‏ هي كيميائية أيرلندية، ولدت في 28 فبراير 1895 في ويكسفورد في جمهورية أيرلندا، وتوفيت في 19 نوفمبر 1983.